# Mitterkaiser
Il Mitterkaiser  è una montagna alta 2 007 metri nei Monti del Kaiser, nelle Alpi Calcaree Nordtirolesi. Si trova nel Tirolo austriaco.

## Geografia
Il Mitterkaiser forma una cresta separata situata centralmente nella parte orientale del massiccio del Wilder Kaiser, che svetta con le sue pareti rocciose alte 900 metri direttamente sopra la valle del Kaiserbach. Fa parte dell'imponente scenario del massiccio dell'Ostkaiser e divide i circhi alti del Kleines Griesener Tor e del Großes Griesener Tor. Il Kleinkaiser lo confina a sud. La montagna appartiene al comune di Kirchdorf in Tirol.

## Alpinismo
Il percorso usuale per il Mitterkaiser è relativamente breve, ma in alcuni punti impegnativo e non va sottovalutato. È adatto solo ad alpinisti esperti con passo sicuro, assenza di vertigini e agilità in salita.
Il punto di partenza è il rifugio Fritz Pflaum tra la Piccola e la Grande Griesener Tor. Da lì, un sentiero conduce a nord attraverso un ghiaione fino alla base della parete, che è interrotta da un canalone ben visibile. La salita in questo canalone è facile (grado I , un passaggio II) e conduce a un ripido pendio erboso, frastagliato e roccioso. In parte su pini mughi, si raggiunge la cima meridionale (2 007 m) seguendo sentieri che si snodano in parte attraverso pini mughi. Il passaggio alla cima principale con la sua croce di vetta e il faggio è in alcuni punti molto esposto e conduce inizialmente direttamente lungo la cresta e poi immediatamente a nord lungo il lato ovest della cresta. Infine, un sentiero riporta alla cresta e, sul lato est, un sentiero erboso conduce alla croce di vetta. L'intera salita dal rifugio dura un'ora e mezza, mentre la discesa dura circa un'ora.
La cima nord è molto più difficile da raggiungere. È possibile salire dalla cima principale (III grado di difficoltà), in parte fragile, oppure direttamente dalla valle del Kaiserbach. La via di arrampicata diretta più semplice da lì passa attraverso la parete nord (III grado di difficoltà).
L'unico campo base nelle vicinanze è il Fritz-Pflaum-Hütte, raggiungibile dalla Fischbachalm nella Kaiserbachtal attraverso la Kleines Griesner Tor (salita di 3 ore, impegnativa, con dispositivi di sicurezza in fune metallica) oppure dalla Griesner Alm , sempre nella Kaiserbachtal, attraverso la Großes Griesener Tor (salita di 2 ore e mezza).